# Edú Manga
Eduardo Antônio dos Santos, conocido deportivmente como Edú Manga (Osasco, Brasil, 2 de febrero de 1967), es un exfutbolista brasileño que jugaba como volante. militó en clubes de Brasil, Chile, Ecuador, España, Japón y México; y tuvo también el privilegio de jugar por la selección brasileña, a fines de la década de los 80', donde jugó la Copa América de Argentina 1987 y las clasificatorias para el Mundial de Italia 1990.

## Clubes
| Club                 | País    | Año       |
| -------------------- | ------- | --------- |
| Palmeiras            | Brasil  | 1985-1989 |
| América              | México  | 1989-1992 |
| Corinthians          | Brasil  | 1992-1993 |
| América              | México  | 1994      |
| Emelec               | Ecuador | 1995      |
| Shimizu S-Pulse      | Japón   | 1995-1996 |
| Paraná               | Brasil  | 1996      |
| Real Valladolid      | España  | 1996-1997 |
| Universidad Católica | Chile   | 1998      |
| Logroñés             | España  | 1999-2000 |
| Sport Recife         | Brasil  | 2001      |
| Náutico              | Brasil  | 2002      |
| Figueirense          | Brasil  | 2002      |

- Datos: Q1825767